# هوراس بریندلی
هوراس بریندلی (انگلیسی: Horace Brindley؛ ۱ ژانویه ۱۸۸۵ – 1971 (aged 86)) بازیکن فوتبال اهل بریتانیا بود.
از باشگاه‌هایی که در آن بازی کرده‌است می‌توان به باشگاه فوتبال استوک سیتی، باشگاه فوتبال کویینز پارک رنجرز، باشگاه فوتبال کرو آلکساندرا، باشگاه فوتبال لوتون تاون، باشگاه فوتبال بلکپول، باشگاه فوتبال لینکولن سیتی، و باشگاه فوتبال نوریچ سیتی اشاره کرد.